# Corduente
Corduente es un municipio español perteneciente a la provincia de Guadalajara, en la comunidad autónoma de Castilla-La Mancha. El término municipal incluye las localidades de Aragoncillo, Canales de Molina, Castellote, Corduente, Cuevas Labradas, Lebrancón, Teroleja, Terraza, Torete, Valsalobre y Ventosa. Cuenta con una población censada de 290 habitantes (INE 2024).
Con una superficie de 232,92 km², Corduente tiene el cuarto término municipal más extenso de la provincia de Guadalajara, después de Sigüenza, Brihuega y Guadalajara.

## Historia
Perteneció al Común de Molina dentro del sexmo de Sabinar. En el Paraje de El Santo, Arenas Esteban estudió en 1999 un poblado de la segunda Edad del Hierro.[cita requerida] Otro vestigio de población antigua lo conforma el yacimiento de las Casutillas, del mismo periodo del anterior, pero este con continuidad en época romana, cuando se construyó una villa.
Próximo al camino de Ventosa el flamenco Jorge de Bande, con la ayuda de sus dos sobrinos Gil Engleberto de la Neuveforge y Laudovinos de la Neuveforge y bajo los auspicios del rey Felipe IV, fundó en el año 1640 la Fábrica de Hierro Colado de Corduente a semejanza de la ya existente en La Cavada, aunque finalmente se dedicaría a la fundición de munición y pelotería. La fábrica funcionaría entre 1642 y 1672 abasteciendo a los ejércitos de la campaña de Cataluña.
| Descripción del pueblo en 1826 CORDUENTE, Aldea Real de España, provincia de Guadalajara, partido y obispado de Sigüenza, Sexma del Sabinar, en el señorío de Molina. Reg. P., 63 vecinos, 277 habitantes, 1 parroquia que tiene por aneja la de Cañizares, 1 ermita. Situada en lo llano de un valle que confina con Torremocha y Ventosa. Tiene buenos montes de encina, roble, salinas y pastos para ganado lanar. Produce trigo, cebada, avena, garbanzos, guisantes, yeros y alguna hortaliza. Ind. 1 fabrica [sic] de hierro. Dista 11 leguas de la cabeza de partido y 1 de Molina. Contr. con la Sexma. |

| Descripción del pueblo en 1847 CORDUENTE: l. con ayunt. en la prov. de Guadalajara (20 leg.), part. jud. de Molina (1 ½), aud. terr. de Madrid (30), c. g. de Castilla la Nueva, dióc. de Sigüenza (10): sit. entre elevados cerros, y sin embargo con despejado horizonte. Tiene 82 casas; la de ayunt. con cárcel ; una posada ; escuela de instrucción primaria concurrida por 16 alumnos, á [sic] cargo de un maestro y sacristan, dotado por el primer concepto con tres celemines de trigo por cada uno de los discípulos que solo leen, y 4 por los que escriben, y una igl. parr. (San Martin), matriz de la de Cañizares, servida por un cura párroco de provision real y ordinaria, y un capellan, de misa de alba; el cementerio se halla fuera de la pobl. en posicion que no ofende á la salud pública, y contigua al mismo una ermita (Ntra. Sra. de la Soledad), edificio de sólida construccion y bastante capacidad. Confina el term. N. Canales, Herreria y Rillo ; E. Cañizares ; S. Ventosa, y O. Torete: dentro de él se encuentra una ant. fortaleza titulada de Santiuste, de la que se conservan 4 elevadas torres de silleria y una muralla aspillerada, de cal y canto, en cuyo recinto hay 6 casas habitadas por igual número de vec., ocupados en cultivar varias heredades contiguas á dicha fortaleza, las cuales asi como el cast., son propiedad del marqués de Embid; brotan en el térm. diferentes manantiales de buenas aguas, y entre ellos 2 que producen igual número de arroyuelos que van á desaguar al r. Gallo por el confin de la jurisd. al SE. El terreno es muy quebrado y áspero: comprende varios trozos de monte pinar y mata baja, y 2 deh. llamadas del Espinar y Oya del Val, con arbolado de gruesos y buenos robles: se hallan en cultivo unas 2000 fan. de tierra de secano y 150 de regadio, que reciben este beneficio de los espresados riach. caminos: los locales de herradura en muy mal estado, y el carril, que cruzando por el pueblo dirige á Molina. correo: se recibe y despacha en la adm. de Molina, por un cartero que pagan diferentes pueblos. prod.: trigo regular, centeno, cebada, avena, guisantes, guijas, garbanzos, yeros, patatas, cáñamo, maderas de construccion y verduras; cria ganado lanar, cabrio, de cerda, mular, yeguar, asnal y vacuno; caza de perdices, corzos y jabalies: hay canteras de buenas piedras de molinos, y se cree que existen minas de carbon de piedra. ind.: la agrícola, corte y aserrado de maderas, el carboneo, 2 molinos harineros, una ferreria y está construyendo una fáb. de papel de estraza: hay tambien un tejar, en el que se suele trabajar en el verano por forasteros. comercio: esportacion de frutos sobrantes, maderas, leñas de combustible, carbon y hierro, é importacion de los art. que faltan. pobl.: 58 vec., 213 almas. cap. prod.: 194 000 rs. imp.: 75 200. contr.: 3,946. presupuesto municipal: 4,000, se cubre con el producto de la posada, el carboneo y la taberna. |

## Geografía física

### Ubicación
Se encuentra en la comarca del Señorío de Molina, situándose a 140 km de la capital provincial. El término municipal está atravesado por la carretera nacional N-211 entre los pK 41 y 49 y por la carretera autonómica CM-2015, que permite la comunicación con Zaorejas.
El relieve del municipio se caracteriza por ser un terreno montañoso, regado en parte por el río Gallo, el río Bullones, algunos arroyos y varios manantiales. La altitud del territorio oscila entre los 1518 m al noroeste (pico de Aragoncillo) y los 916 m en la desembocadura del río Gallo en el río Tajo, el cual hace de límite municipal por el suroeste con Zaorejas. En el término hay pinar, monte de arbustos y dehesa boyal. La localidad se encuentra a una altitud de 1057 m sobre el nivel del mar. Parte del término municipal está integrado en el parque natural del Alto Tajo.
| Noroeste: Torremocha del Pinar y Selas | Norte: Establés y Tartanedo   | Noreste: Pardos y Herrería              |
| Oeste: Cobeta                          |                               | Este: Rillo de Gallo y Molina de Aragón |
| Suroeste: Zaorejas                     | Sur: Fuembellida y Valhermoso | Sureste: Castilnuevo y Tierzo           |

### Clima
Corduente tiene un clima determinado según los datos de la tabla a continuación como de tipo Cfb de acuerdo a la clasificación climática de clasificación climática de Köppen.
| Parámetros climáticos promedio de Corduente en el periodo 1967-2003 | Parámetros climáticos promedio de Corduente en el periodo 1967-2003 | Parámetros climáticos promedio de Corduente en el periodo 1967-2003 | Parámetros climáticos promedio de Corduente en el periodo 1967-2003 | Parámetros climáticos promedio de Corduente en el periodo 1967-2003 | Parámetros climáticos promedio de Corduente en el periodo 1967-2003 | Parámetros climáticos promedio de Corduente en el periodo 1967-2003 | Parámetros climáticos promedio de Corduente en el periodo 1967-2003 | Parámetros climáticos promedio de Corduente en el periodo 1967-2003 | Parámetros climáticos promedio de Corduente en el periodo 1967-2003 | Parámetros climáticos promedio de Corduente en el periodo 1967-2003 | Parámetros climáticos promedio de Corduente en el periodo 1967-2003 | Parámetros climáticos promedio de Corduente en el periodo 1967-2003 | Parámetros climáticos promedio de Corduente en el periodo 1967-2003 |
| Mes | Ene.                                                                | Feb.                                                                | Mar.                                                                | Abr.                                                                | May.                                                                | Jun.                                                                | Jul.                                                                | Ago.                                                                | Sep.                                                                | Oct.                                                                | Nov.                                                                | Dic.                                                                | Anual                                                               |
| --- | ------------------------------------------------------------------- | ------------------------------------------------------------------- | ------------------------------------------------------------------- | ------------------------------------------------------------------- | ------------------------------------------------------------------- | ------------------------------------------------------------------- | ------------------------------------------------------------------- | ------------------------------------------------------------------- | ------------------------------------------------------------------- | ------------------------------------------------------------------- | ------------------------------------------------------------------- | ------------------------------------------------------------------- | ------------------------------------------------------------------- |
| Temp. media (°C) | 1.9                                                                 | 2.4                                                                 | 3.7                                                                 | 6.3                                                                 | 10.7                                                                | 14.8                                                                | 18.7                                                                | 18.0                                                                | 13.6                                                                | 8.7                                                                 | 4.8                                                                 | 1.5                                                                 | 8.8                                                                 |
| Precipitación total (mm) | 36.2                                                                | 29.1                                                                | 36.0                                                                | 52.5                                                                | 64.3                                                                | 51.7                                                                | 27.3                                                                | 33.2                                                                | 41.2                                                                | 52.6                                                                | 47.0                                                                | 44.5                                                                | 515.5                                                               |
| Fuente: Ministerio de Agricultura, Alimentación y Medio Ambiente. Datos de precipitación para el periodo 1967-2003 y de temperatura para el periodo 1967-1976 en Corduente 20 de marzo de 2012 |                                                                     |                                                                     |                                                                     |                                                                     |                                                                     |                                                                     |                                                                     |                                                                     |                                                                     |                                                                     |                                                                     |                                                                     |                                                                     |

## Demografía
Corduente cuenta con una población de 290 habitantes (INE 2024).
| Gráfica de evolución demográfica de Corduente entre 1842 y 2021 |
| |
| Población de derecho según los censos de población del INE Población de hecho según los censos de población del INEEntre el censo de 1857 y el anterior, crece el término del municipio porque incorpora a Cañizares Entre el censo de 1970 y el anterior, crece el término del municipio porque incorpora a Terraza |

## Símbolos
El escudo heráldico y la bandera que representan al municipio fueron aprobados oficialmente en 2005. El escudo sigue el siguiente blasón:

Escudo cortado: uno, de gules, tres bombas de artillería de plata dispuestas en faja; dos, de azul con ondas en la punta, calzado de verde. Timbrado con la corona real de España.
Diario Oficial de Castilla-La Mancha n.º 116 de 10 de junio de 2005

La descripción textual de la bandera es la siguiente:

Paño rectangular, de proporciones 2/3, compuesta de cinco franjas horizontales de anchuras proporcionales a 4-1-4-1-4, de colores verde, blanco, azul, blanco y verde, con una franja vertical junto al asta de 1/4 del largo de la bandera, de color rojo con una bomba blanca en su centro.
Diario Oficial de Castilla-La Mancha n.º 116 de 10 de junio de 2005

## Administración y política

### Alcaldes
| Alcalde                      | Inicio del mandato | Fin del mandato | Partido | Partido |
| Aurelio Madrid Abad          | 1979               | 1983            |         | UCD     |
| Vicente Gómez Utrera         | 1983               | 1987            |         | PSOE    |
| Luis Miguel Villanueva López | 1987               | 1992            |         | PP (AP) |
| Jorge Martínez Gómez         | 1992               | 1995            |         | PSOE    |
| Fernando Miguel Madrid       | 1995               | 2011            |         | PSOE    |
| Ana Isabel Fernández Gaitán  | 2011               | 2019            |         | PSOE    |
| Juan Carlos Muñoz Conde      | 2019               | —               |         | PSOE    |

## Patrimonio histórico-artístico y cultural
- Ermita de la Virgen de la Salud.
- Castillo de Santiuste o Corduente.
- Santuario de la Virgen de la Hoz.

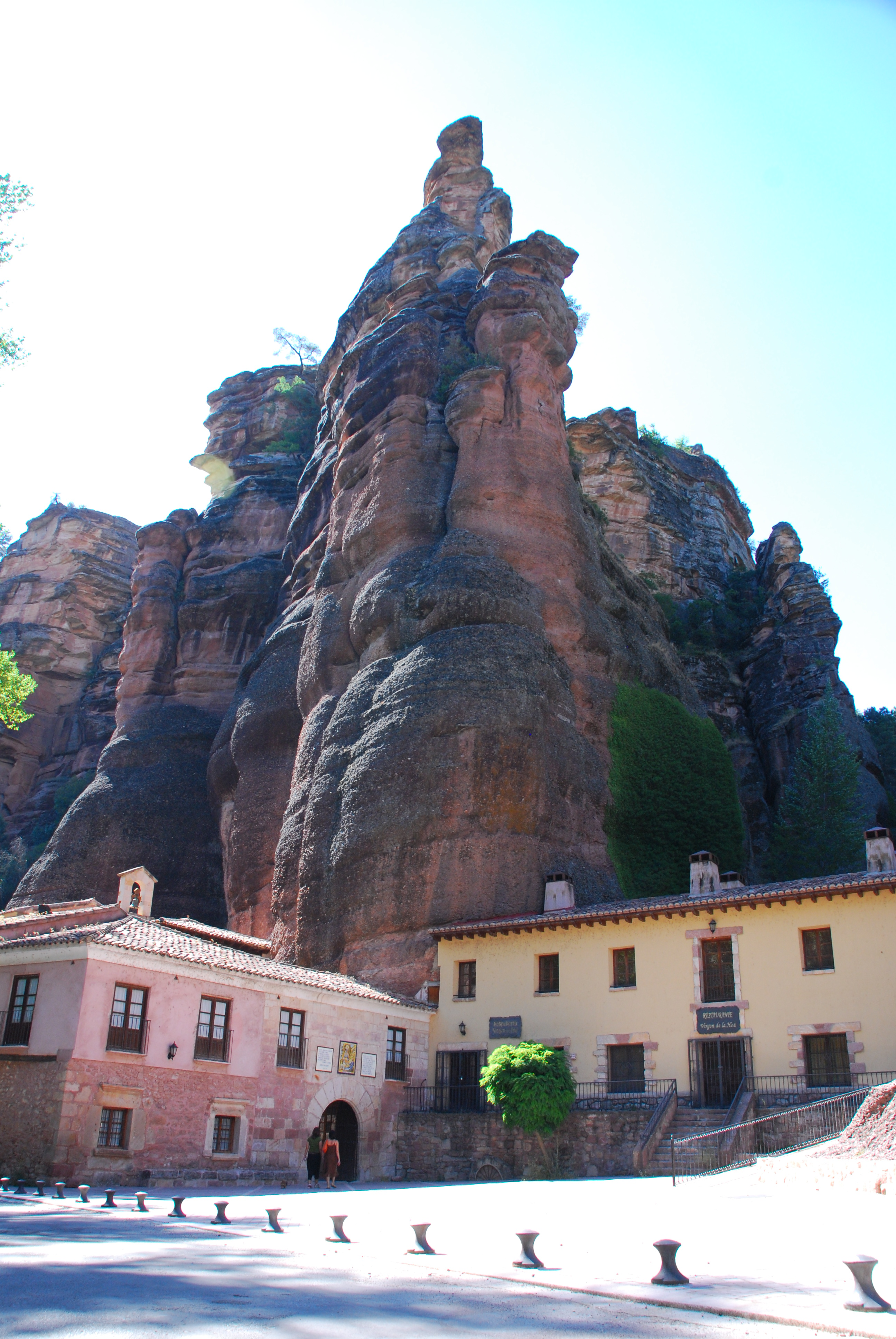
Santuario de la Virgen de la Hoz.

- En las márgenes del río hubo fábrica de papel y varios molinos harineros.

## Patrimonio natural
- Cueva del Cabrero o del Gigante.
- Cueva del Horzoniego (68 ml).
- Sima de La Muela.
- Cueva de La Granja.

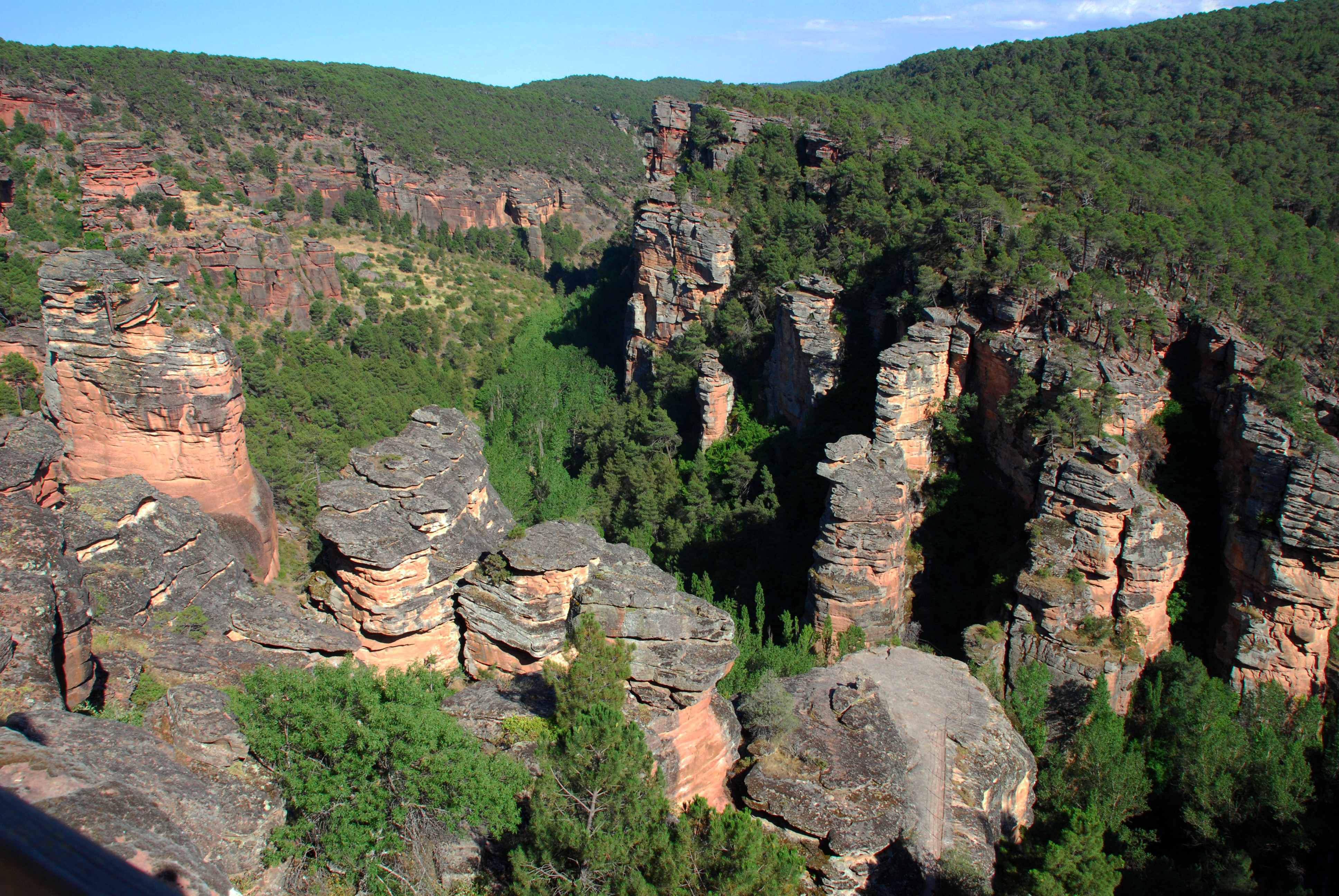
Barranco de la Hoz.

- Sima PL1, Sima PL-3 (16ml) Sima PL-5
- Cerca del pueblo hay un cerro llamado Almanzore.
- El barranco de la Hoz del río Gallo, junto al camino de Rillo de Gallo a Pardos, está propuesto como «Global Geosite» (Lugar de interés geológico español de relevancia internacional) por el Instituto Geológico y Minero de España por su interés estratigráfico, con la denominación «MZ003: El Pérmico y el Triásico del Señorío de Molina» dentro del grupo de contextos geológicos «El rifting de Pangea y las sucesiones mesozoicas de las cordilleras Bética e Ibérica».[9]